# 藤本侑里
藤本 侑里（ふじもと ゆり、9月11日 - ）は、日本の女性声優。千葉県出身。FIRST WIND production所属。

## 経歴
声優を目指したきっかけは、小学生の時から文章を声に出して読むことや、アニメが好きで、高校の時に声を褒められたことがあったから。
劇場アニメ「ウマ娘 プリティーダービー 新時代の扉」のジャングルポケット役で初の主人公役を務め、競馬雑誌Gallopにてインタビューが掲載された。

## 人物
趣味や特技に歌、ヴァイオリン、フルートなどを挙げている。
事務所の同期に漢那綾花がいる。
中高生の部活動では吹奏楽部に所属していた。
2024年3月15日に配信された〝そこそこぱかライブTV〟にて双子の弟がいる事が判明した。

## 出演

### テレビアニメ
- RobiHachi（2019年、係りの声[初出 1]）
- プラチナエンド（2021年、メトロピンク[初出 2]）
- プリンセッション・オーケストラ（2025年、識辺かがり / プリンセス・ジール[7][初出 3]）

### 劇場アニメ
- ウマ娘 プリティーダービー 新時代の扉（2024年、ジャングルポケット[8]）

### ゲーム
- 剣と魔法と学園クエスト。（2022年、エルフ）
- ウマ娘 プリティーダービー（2023年、ジャングルポケット[9]）
- 謀りの姫:Pocket-たばポケ（2023年、乙姫）
- パニリヤ・ザ・リバイバル（2023年、EVA26072[10]）
- ドルフィンウェーブ（2024年、玄口むうる[11]）
- ウマ娘 プリティーダービー 熱血ハチャメチャ大感謝祭!（2024年、ジャングルポケット） - DLC追加キャラクター
- アズールレーン（2025年、バルトロメオ・コレオーニ）
- 届けろ!戦え!カラミティエンジェルズ（2025年、リディ）
- 風雨来記5（2025年、鹿間茜）

### その他コンテンツ
- 御室ムスメ（2021年、屋島千年[12]）
- 台湾漫画ヴォイスコミックシリーズ⑨_『世界の末日もあなたと一緒』／Gene_アダム × アダムの末日生存ラブコメディ！ （2022年1月、彼女）
- 劇場版ウマ娘Fビレッジコラボナイター エスコンフィールドHOKKAIDO 始球式（2024年6月13日[13]）
- ウマ娘 プリティーダービー 新時代の扉 オーディオドラマ「また星は巡る」（2025年、ジャングルポケット）

## ディスコグラフィ

### キャラクターソング
| 発売日        | 商品名                                                                     | 歌 | 楽曲                         | 備考                                                                 |
| ------------- | -------------------------------------------------------------------------- | --- | ---------------------------- | -------------------------------------------------------------------- |
| 2023年3月29日 | ウマ娘 プリティーダービー WINNING LIVE 11                                  | スペシャルウィーク（和氣あず未）、トウカイテイオー（Machico）、テイエムオペラオー（徳井青空）、ナリタブライアン（衣川里佳）、シンボリルドルフ（田所あずさ）、マヤノトップガン（星谷美緒）、マンハッタンカフェ（小倉唯）、アグネスタキオン（上坂すみれ）、アドマイヤベガ（咲々木瞳）、マーベラスサンデー（三宅麻理恵）、ミスターシービー（天海由梨奈）、ツインターボ（花井美春）、サトノダイヤモンド（立花日菜）、キタサンブラック（矢野妃菜喜）、サクラローレル（真野美月）、ナリタトップロード（中村カンナ）、シンボリクリスエス（春川芽生）、タニノギムレット（松岡美里）、メジロラモーヌ（東山奈央）、サトノクラウン（鈴代紗弓）、シュヴァルグラン（夏吉ゆうこ）、ジャングルポケット（藤本侑里） 、カツラギエース（藤原夏海）                                                   | 「DRAMATIC JOURNEY」         | ゲーム『ウマ娘 プリティーダービー』関連曲                            |
| 2023年3月29日 | ウマ娘 プリティーダービー WINNING LIVE 11                                  | スペシャルウィーク（和氣あず未）、トウカイテイオー（Machico）、ウオッカ（大橋彩香）、テイエムオペラオー（徳井青空）、ナリタブライアン（衣川里佳）、シンボリルドルフ（田所あずさ）、マヤノトップガン（星谷美緒）、マンハッタンカフェ（小倉唯）、アグネスタキオン（上坂すみれ）、アドマイヤベガ（咲々木瞳）、マーベラスサンデー （三宅麻理恵）、ミスターシービー（天海由梨奈）、ツインターボ（花井美春）、サトノダイヤモンド（立花日菜）、キタサンブラック（矢野妃菜喜）、ツルマルツヨシ（青山吉能）、サクラローレル（真野美月）、ナリタトップロード（中村カンナ）、シンボリクリスエス（春川芽生）、タニノギムレット（松岡美里）、メジロラモーヌ（東山奈央）、サトノクラウン（鈴代紗弓）、シュヴァルグラン（夏吉ゆうこ）、ジャングルポケット（藤本侑里）、カツラギエース（藤原夏海） | 「うまぴょい伝説」           | ゲーム『ウマ娘 プリティーダービー』関連曲                            |
| 2024年3月6日  | ウマ娘 プリティーダービー WINNING LIVE 16                                  | スペシャルウィーク（和氣あず未）、オグリキャップ（高柳知葉）、ゴールドシップ（上田瞳）、ナリタブライアン（衣川里佳）、タマモクロス（大空直美）、マンハッタンカフェ（小倉唯）、アグネスタキオン（上坂すみれ）、サトノダイヤモンド（立花日菜）、キタサンブラック（矢野妃菜喜）、サクラローレル（真野美月）、ヴィルシーナ（奥野香耶）、ジャングルポケット（藤本侑里）、ドゥラメンテ（秋奈）、ラインクラフト（小島菜々恵）、シーザリオ（佐藤榛夏)、オルフェーヴル（日笠陽子）、ジェンティルドンナ（芹澤優）、ウインバリアシオン（月城日花） | 「U.M.A. NEW WORLD!!」       | ゲーム『ウマ娘 プリティーダービー』関連曲                            |
| 2024年3月6日  | ウマ娘 プリティーダービー WINNING LIVE 16                                  | スペシャルウィーク（和氣あず未）、オグリキャップ（高柳知葉）、ゴールドシップ（上田瞳）、ナリタブライアン（衣川里佳）、タマモクロス（大空直美）、マンハッタンカフェ（小倉唯）、アグネスタキオン（上坂すみれ）、サトノダイヤモンド（立花日菜）、キタサンブラック（矢野妃菜喜）、サクラローレル（真野美月）、サトノクラウン（鈴代紗弓）、シュヴァルグラン（夏吉ゆうこ）、ヴィルシーナ（奥野香耶）、ジャングルポケット（藤本侑里）、ドゥラメンテ（秋奈）、ラインクラフト（小島菜々恵）、シーザリオ（佐藤榛夏）、オルフェーヴル（日笠陽子）、ジェンティルドンナ（芹澤優）、ウインバリアシオン（月城日花） | 「うまぴょい伝説」           | ゲーム『ウマ娘 プリティーダービー』関連曲                            |
| 2024年5月24日 | 劇場版『ウマ娘 プリティーダービー 新時代の扉』オリジナル・サウンドトラック | ジャングルポケット（藤本侑里）、アグネスタキオン（上坂すみれ）、マンハッタンカフェ（小倉唯）、ダンツフレーム（福嶋晴菜） | 「Ready!! Steady!! Derby!!」 | 劇場アニメ『ウマ娘 プリティーダービー 新時代の扉』主題歌             |
| 2024年5月24日 | 劇場版『ウマ娘 プリティーダービー 新時代の扉』オリジナル・サウンドトラック | ジャングルポケット（藤本侑里） | 「Beyond the Finale」        | 劇場アニメ『ウマ娘 プリティーダービー 新時代の扉』挿入歌             |
| 2024年5月24日 | 劇場版『ウマ娘 プリティーダービー 新時代の扉』オリジナル・サウンドトラック | ジャングルポケット（藤本侑里）、アグネスタキオン（上坂すみれ）、マンハッタンカフェ（小倉唯）、ダンツフレーム（福嶋晴菜） | 「PRISMATIC SPURT!!!!」      | 劇場アニメ『ウマ娘 プリティーダービー 新時代の扉』挿入歌             |
| 2024年5月24日 | 劇場版『ウマ娘 プリティーダービー 新時代の扉』オリジナル・サウンドトラック | ジャングルポケット（藤本侑里）、アグネスタキオン（上坂すみれ）、マンハッタンカフェ（小倉唯）、ダンツフレーム（福嶋晴菜）、フジキセキ（松井恵理子）、テイエムオペラオー（徳井青空）、ナリタトップロード（中村カンナ）、メイショウドトウ（和多田美咲）、アドマイヤベガ（咲々木瞳）、オグリキャップ（高柳知葉）、ダイワスカーレット（木村千咲）、アグネスデジタル（鈴木みのり）、ユキノビジン（山本希望）、ライスシャワー（石見舞菜香）、エアシャカール（津田美波）、カレンチャン（篠原侑）、ゴールドシチー（香坂さき）、トーセンジョーダン（鈴木絵理）、ハルウララ（首藤志奈）、キングヘイロー（佐伯伊織）、ヒシミラクル（春日さくら） | 「うまぴょい伝説」           | 劇場アニメ『ウマ娘 プリティーダービー 新時代の扉』エンディングテーマ |
| 2024年6月26日 | ウマ娘 プリティーダービー WINNING LIVE 19                                  | ジャングルポケット（藤本侑里） | 「最強ROARING」              | ゲーム『ウマ娘 プリティーダービー』関連曲                            |
| 2024年6月26日 | ウマ娘 プリティーダービー WINNING LIVE 19                                  | マンハッタンカフェ（小倉唯）、ミホノブルボン（長谷川育美）、アグネスタキオン（上坂すみれ）、アドマイヤベガ（咲々木瞳）、ヴィブロス（伊藤彩沙）、ダンツフレーム（福嶋晴菜）、ジャングルポケット（藤本侑里）、スティルインラブ（宮下早紀）、ネオユニヴァース（白石晴香）、ラインクラフト（小島菜々恵）、シーザリオ（佐藤榛夏）、エアメサイア（根本優奈）、デアリングハート（希水しお） | 「うまぴょい伝説」           | ゲーム『ウマ娘 プリティーダービー』関連曲                            |
| 2025年4月23日 | ゼッタイ歌姫宣言ッ！/君とつなぐオーケストラ                                | オルケリア | 「ゼッタイ歌姫宣言ッ！」     | テレビアニメ『プリンセッション・オーケストラ』オープニングテーマ     |
| 2025年4月23日 | ゼッタイ歌姫宣言ッ！/君とつなぐオーケストラ                                | オルケリア | 「君とつなぐオーケストラ」   | テレビアニメ『プリンセッション・オーケストラ』エンディングテーマ     |
| 2025年6月4日  | OVER THE BLAZE                                                             | プリンセス・ジール（藤本侑里） | 「OVER THE BLAZE」           | テレビアニメ『プリンセッション・オーケストラ』挿入歌                 |
| 2025年6月4日  | OVER THE BLAZE                                                             | 識辺かがり（藤本侑里） | 「STARLIGHT」                | テレビアニメ『プリンセッション・オーケストラ』挿入歌                 |
| 2025年9月17日 | Only Yours                                                                 | プリンセス・ジール（藤本侑里） | 「Only Yours」               | テレビアニメ『プリンセッション・オーケストラ』挿入歌                 |
| 2025年9月17日 | Only Yours                                                                 | 識辺かがり（藤本侑里） | 「SOULISM」                  | テレビアニメ『プリンセッション・オーケストラ』挿入歌                 |

## ライブ・イベント

### 合同ライブ
| 出演日         | タイトル                               | 会場                     | 備考           |
| -------------- | -------------------------------------- | ------------------------ | -------------- |
| 2024年11月23日 | Lemino presents ANIMAX MUSIX 2024 FALL | 横浜アリーナ（神奈川県） | 『ウマ娘』関連 |